# Lockheed L-1249 Super Constellation
El Lockheed L-1249 Super Constellation fue una versión de la familia de aviones Lockheed Constellation propulsada por turbinas. Construido en 1954 y 1955, el avión fue usado como prototipo para un posible futuro avión de transporte militar turbohélice, tanto para la Fuerza Aérea como para la Armada de los Estados Unidos. Los aviones tuvieron una corta vida y las células fueron usadas más tarde para construir L-1049 Super Constellation.

## Diseño y desarrollo

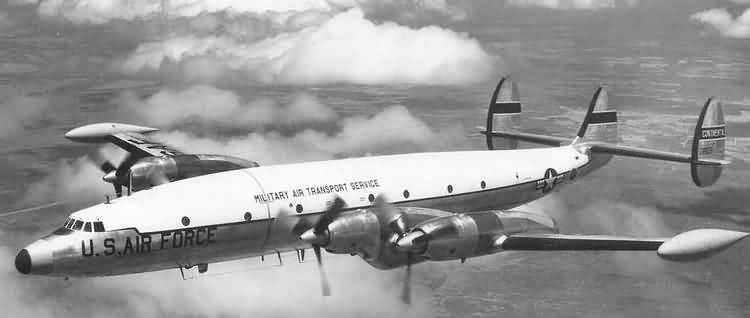
El segundo YC-121F en vuelo.

El 18 de agosto de 1950, la Armada de los Estados Unidos firmó un contrato por once ejemplares de transporte militar del Lockheed L-1049. Los aviones habrían sido transportes convertibles de tropa/carga, basados en el modelo L-1049B (que ya estaba siendo construido como PO-2W Warning Star). El R7O-1 habría presentado también ojos de buey redondos en lugar de los rectangulares de los C-121C Constellation de la Fuerza Aérea. Los aviones entraron en servicio de evaluación en el escuadrón de pruebas más antiguo de la Armada, el VX-1, basado en Patuxent River, Maryland.
En noviembre de 1951, surgió la idea de construir una versión propulsada por turbinas del R7O-1. Este nuevo avión fue designado L-1249A por Lockheed. En 1954, dos R7O-1 (entonces designados R7V-1) fueron sacados de la línea de montaje para su conversión en prototipos del nuevo L-1249A. El tren de aterrizaje fue reforzado, además del fuselaje y las alas del avión. También fueron añadidos depósitos extra de combustible en las puntas alares de los dos aviones, incrementando la capacidad de combustible hasta los 27 860,62 litros. Las alas también fueron acortadas de 37,7 a 35,84 m. Finalmente, se instalaron cuatro motores turbohélice Pratt & Whitney YT34-P-12A, ajustados cada uno a 4100 kW (5500 bhp), en lugar de los usuales motores radiales Wright R-3350 Duplex-Cyclone. El nuevo avión fue designado R7V-2, y el  primero voló el 1 de septiembre de 1954. El R7V-2 alcanzó 663,05 km/h, haciéndole el avión de transporte más rápido del mundo de la época. Los dos aviones R7V-2 fueron entregados a la Armada el 10 de septiembre del mismo año.
En 1953, la Fuerza Aérea de los Estados Unidos se interesó en el proyecto del L-1249A. Dos aviones R7V-1 fueron de nuevo sacados de la línea de producción en 1955 y convertidos al estándar L-1249A. Estos aviones, designados YC-121F, eran idénticos a los R7V-2 en servicio con la Armada. El YC-121F era capaz de llevar una tripulación de 4 personas y de 87 a 106 pasajeros, dependiendo de las condiciones del vuelo (transoceánico y terrestre). Lockheed también había planeado una versión de evacuación médica, capaz de llevar 73 camillas y una tripulación de 15 personas. Tanto el R7V-2 como el YC-121F tenían una cabina similar a los R7V-1 y C-121C. El primer YC-121F voló el 5 de abril de 1955 y fue entregado a la Fuerza Aérea en julio del mismo año. Los aviones entraron en servicio con el Escuadrón de Pruebas del 1700th Air Transport Group del Military Transport Service, basado en la Kelly Air Force Base, Texas. Otros aviones en el escuadrón incluían al YC-97J Stratofreighter y al YC-124B Globemaster II, ambos propulsados también por motores T34. Tras pasar unas breves pruebas, el YC-121F fue usado en vuelos de transporte regular. En una ocasión, el piloto de pruebas Roy Wimmer de Lockheed se las arregló para alcanzar una velocidad máxima de 770,88 km/h en el YC-121F durante un picado de 20 grados. El 25 de enero de 1957 se estableció un nuevo récord transcontinental para aviones de hélice por un YC-721F que voló desde Long Beach a la Andrews AFB, Maryland, en 4 horas y 43 minutos.
Lockheed propuso una versión comercial del L-1249A, designada L-1249B. Habría tenido el fuselaje del L-1049E y sido equipada con depósitos de combustible extra en las puntas alares, así como turbohélices Pratt & Whitney PT-2F1 de 4100 kW (5500 hp) (la planeada versión civil del YT34). Esto habría permitido al L-1249B volar de Londres a Moscú en 7 horas, de Honolulú a la costa oeste de los Estados Unidos en 6 horas, o de Londres a Nueva York vía Gander, Terranova, en 9 horas. El L-1249B habría tenido una velocidad máxima de 668 km/h y un alcance de al menos 6639 km. Al final, las líneas aéreas todavía estaban a favor de los aviones comerciales de motor de pistón, así que ningún L-1249B fue construido.
Finalmente, no fueron construidas más de cuatro células. Asimismo, el complejo turbohélice T34 solo fue usado en grandes operaciones con 50 ejemplares del Douglas C-133 Cargomaster. Cuando el L-1249A finalizó su servicio tanto con la Armada como con la Fuerza Aérea, las cuatro células existentes fueron usadas para construir L-1049 Super Constellation civiles. Por ejemplo, los dos fuselajes de YC-121F fueron unidos a los motores alares y colas de dos aviones L-1049G usados para crear dos cargueros L-1049H para la Flying Tiger Line. Un R7V-2, antes de ser desguazado, fue usado para probar el motor turbohélice Allison 501D para el desarrollo del Lockheed L-188 Electra (ganándose el apodo “Elation” durante las pruebas).

## Variantes

### Militares
R7V-2 
Originalmente designado R7O-2. Cuatro aviones R7V-1 convertidos (BuNos 131630-131631, 131660-131661) con envergadura más corta y propulsados por cuatro motores turbohélice Pratt & Whitney YT34-P12A. Usados por la Armada de los Estados Unidos.
 YC-121F
 Dos aviones R7V-2 transferidos y usados por la Fuerza Aérea de los Estados Unidos y propulsados por cuatro turbohélices T34-P-6.

### Civiles
L-1249A
 Designación de la compañía para los R7V-2 e YC-121F.
L-1249B
Planeado avión comercial basado en el L-1249A, con fuselaje basado en el L-1049E y turbohélices Pratt & Whitney PT2F-1 (versión civil del YT34). Ninguno construido.

## Operadores (YC-121F)
Estados Unidos
- Fuerza Aérea de los Estados Unidos
- Armada de los Estados Unidos

## Especificaciones
Referencia datos: Breffort, p. 133, p.154, AirForceTimes.com, and Alternate Wars.com

### Características generales
- Tripulación: Cuatro o quince
- Capacidad: 87-106 pasajeros (configuración de pasajeros) 
73 camillas (configuración médica)
- Carga: 10 981,5 kg
- Longitud: 35,4 m (116,2 ft)
- Envergadura: 35,83-37,27 m (incluidos los depósitos de punta alar)
- Altura: 7,8 m (25,5 ft)
- Superficie alar: 150 m² (1615,1 ft²)
- Peso vacío: 23 132 kg (50 982,9 lb)
- Peso máximo al despegue: 61 688 kg (135 960,4 lb)
- Planta motriz: 4× motor turbohélice de flujo axial Pratt & Whitney T34-P-6.
  - Potencia: 4124 kW (5686 HP; 5608 CV) cada uno.
- Hélices: Hamilton Standard Hydromatic
- Diámetro de la hélice: 4,57 m

### Rendimiento
- Velocidad máxima operativa (Vno): 771 km/h (479 MPH; 416 kt)
- Velocidad crucero (Vc): 692 km/h (430 MPH; 374 kt)
- Velocidad de entrada en pérdida (Vs): 188,9 km/h (117 MPH; 102 kt)
- Alcance: 3700 km (1998 nmi; 2299 mi) con una carga de 10 981,47 kg
- Techo de vuelo: 8046 m (26 398 ft) con peso al despegue y potencia normales
- Régimen de ascenso: 42,2 m/s (8315 ft/min) con peso al despegue y potencia normales

## Aeronaves relacionadas

### Desarrollos relacionados
- Lockheed Constellation
- Lockheed L-049 Constellation
- Lockheed C-69 Constellation
- Lockheed L-649 Constellation
- Lockheed L-749 Constellation
- Lockheed L-1049 Super Constellation
- Lockheed C-121 Constellation
- Lockheed EC-121 Warning Star
- Lockheed L-1649 Starliner

### Aeronaves similares
- Boeing YC-97J Stratofreighter
- Douglas YC-124B Globemaster II
- Douglas C-133 Cargomaster
- Douglas DC-7D
- Convair C-131H Samaritan
- Lockheed L-188 Electra
- Lockheed P-3 Orion
- Bristol Britannia C.1/C.2 (Series 250)

### Secuencias de designación
- Secuencia C-_ (Aviones de Carga del USAAC/USAAF/USAF, 1924-1962): ← C-118 - C-119 -C-120 - C-121/F - C-122 - C-123/A - C-124 →
- Secuencia R_O (Aviones de Transporte de la Armada estadounidense, 1931-1962 (Lockheed, 1931-1942)): ← R4O - R5O - R6O - R7O-1/-2
- Secuencia R_V (Aviones de Transporte de la Armada estadounidense, 1931-1962 (Lockheed, 1942-1962)): R6V - R7V-1/-2 - R8V